# Yoani Sánchez

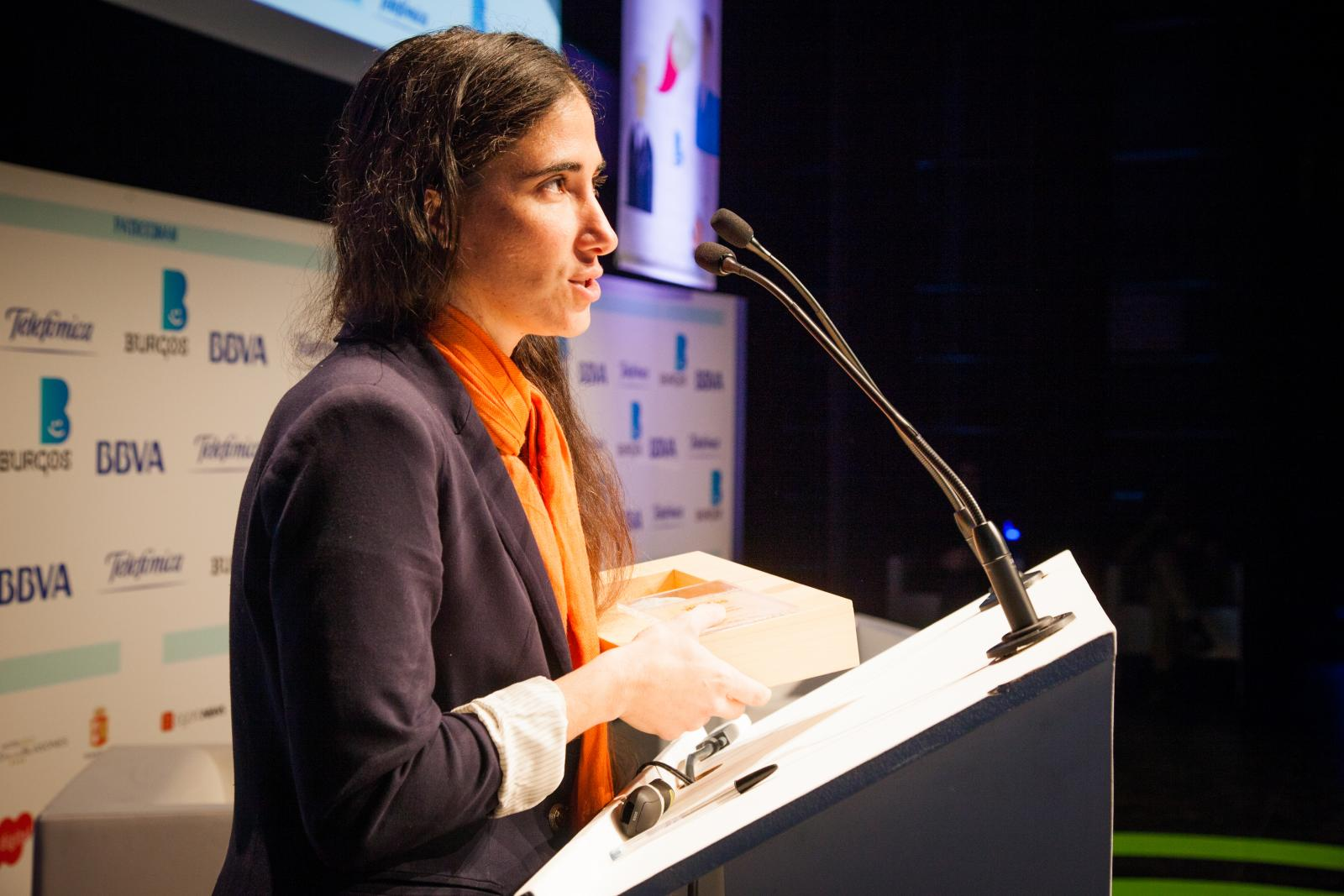
Yoani Sánchez (2013)

Yoani Sánchez, z domu Yoani María Sánchez Cordera, (ur. 4 września 1975) – kubańska filolog i dziennikarka. Od kwietnia 2007 prowadzi blog Generación Y, za który otrzymała nagrodę dziennikarską im. Marii Moors Cabot.

## Nagrody
- 2008 – Nagroda Ortega y Gasset
- 2008 – „100 Most Influential People in the World” – Time
- 2008 – „100 hispanoamericanos más notables” – El País
- 2008 – „10 personajes del 2008” – Gatopardo[2]
- 2008 – „10 Most Influential Latin American Intellectuals” of the year – Foreign Policy
- 2009 – „25 Best Blogs of 2009” – Time
- 2009 – „Young Global Leader Honoree” – World Economic Forum
- 2009 – Nagroda Maria Moors Cabot – Columbia University Prize
- 2013 – Człowiek Roku „Gazety Wyborczej”[3][4]